# ارين إليوت
ارين إليوت (بالإنجليزية: Warren Elliott)‏ هو لاعب شطرنج جامايكي، ولد في 1979.

## وصلات خارجية
- ارين إليوت على موقع الاتحاد الدولي للشطرنج (الإنجليزية)
- ارين إليوت على موقع مباريات الشطرنج (الإنجليزية)
- ارين إليوت على موقع 365Chess.com (الإنجليزية)
- ارين إليوت على موقع Chesstempo.com (الإنجليزية)
- ارين إليوت على موقع الاتحاد الأمريكي للشطرنج (الإنجليزية)
- ارين إليوت سجل أولمبياد الشطرنج على موقع OlimpBase.org (الإنجليزية)